# Блайтські фігури

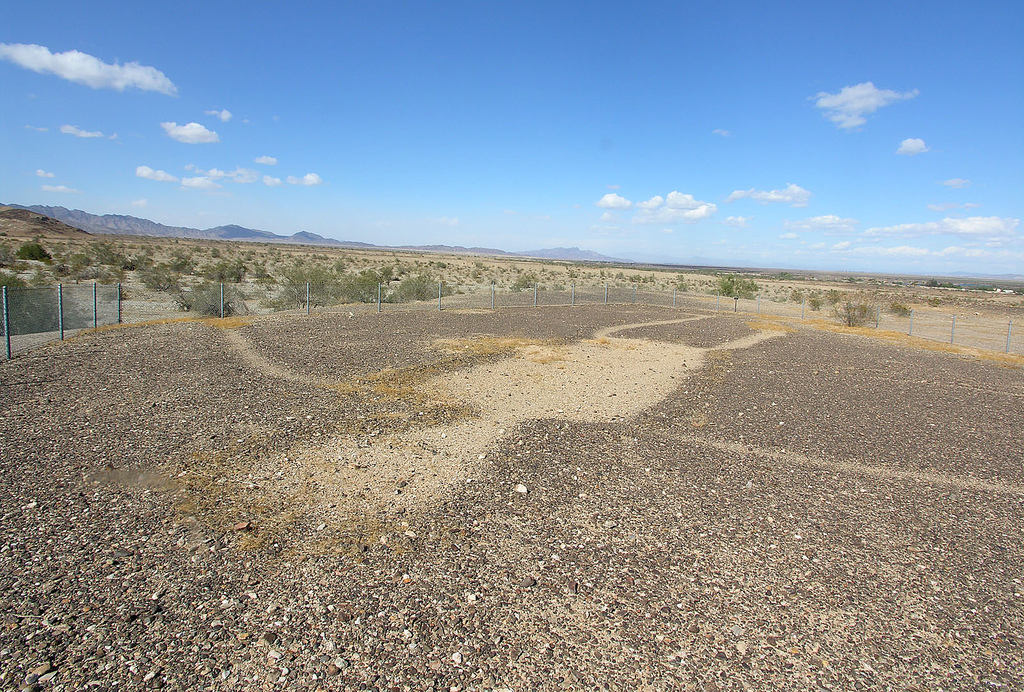
Одна з Блайтських фігур

Блайтські фігури, (Інтагліо (Мохаве)) англ. Blythe Intaglios — група гігантських фігур, геогліфи, утворених шляхом розчищення верхнього шару землі від каменів, розташованих поблизу сучасного міста Блайт, на півдні штату Каліфорнія, США. За технікою виконання вони подібні до геогліфи Наски.
Вважається, що вік фігур становить від 450 до 2000 років. Згідно з переказами сучасних мешканців низовини річки Колорадо, індіанців племен мохаве і квечан, людські фігури зображували Мастамбо, творця всього живого, а фігури тварин зображували Хатакулья, одного з двох пумо-людей, які сприяли створенню світу.
Фігури випадково виявив пілот, що летів в Блайт з Лас-Вегаса, в 1932 році. Після його повідомлення пам'ятники обстежив Артур Вудвард, куратор історії і антропології з Лос-Анджелеського музею природної історії.